# Lista de primeiros-ministros da Etiópia
A seguir a lista dos primeiros-ministros da Etiópia.

## Chefes de GovernodaEtiópia(1909-presente)
| №                                                            | Retrato                    | Nome                                                    | Mandato                    | Mandato                                    | Partido                             | Eleição                    |
| Império Etíope (1147-1974)                                   | Império Etíope (1147-1974) | Império Etíope (1147-1974)                              | Império Etíope (1147-1974) | Império Etíope (1147-1974)                 | Império Etíope (1147-1974)          | Império Etíope (1147-1974) |
| ------------------------------------------------------------ | -------------------------- | ------------------------------------------------------- | -------------------------- | ------------------------------------------ | ----------------------------------- | -------------------------- |
| 1                                                            |                            | Fitawari Habte Giyorgis Dinagde (1851-1927)             | 1909                       | 12 de dezembro de 1927                     | Nenhum (Independente)               | —                          |
| 2                                                            |                            | Rás Tafari Makonnen (1892-1975)                         | 1927                       | 1 de maio de 1936                          | Nenhum (Independente)               | —                          |
| 3                                                            |                            | Wolde Tzaddick (Exílio)                                 | 1 de maio de 1936          | 14 de maio de 1942                         | Nenhum (Independente)               | —                          |
| 4                                                            |                            | Rás Makonnen Endelkachew (1890-1963)                    | 29 de janeiro de 1943      | 27 de novembro de 1957                     | Nenhum (Independente)               | —                          |
| 5                                                            |                            | Rás Abebe Aregai (1903-1960)                            | 27 de novembro de 1957     | 17 de dezembro de 1960 (Deposto)           | Nenhum (Independente)               | 1957                       |
| –                                                            |                            | Leul Rás Imru Haile Selassie (em exercício) (1892-1980) | 14 de dezembro de 1960     | 17 de dezembro de 1960                     | Nenhum (Independente)               | —                          |
| Cargo Vago (17 de dezembro de 1960 - 17 de abril de 1961)    |                            |                                                         |                            |                                            |                                     |                            |
| 6                                                            |                            | Tsehafi Taezaz Aklilu Habte-Wold (1912-1974)            | 17 de abril de 1961        | 1 de março de 1974 (Renunciou)             | Nenhum (Independente)               | 1961 1965 1969 1973        |
| 7                                                            |                            | Lij Endelkachew Makonnen (1927-1974)                    | 1 de março de 1974         | 22 de julho de 1974 (Deposto pelos Derg)   | Nenhum (Independente)               | —                          |
| Cargo Vago (22 de julho de 1974 - 3 de agosto de 1974)       |                            |                                                         |                            |                                            |                                     |                            |
| 8                                                            |                            | Lij Mikael Imru (1929-2008)                             | 3 de agosto de 1974        | 12 de setembro de 1974 (Deposto pelo Derg) | Nenhum (Independente)               | —                          |
| Derg (1974-1987)                                             |                            |                                                         |                            |                                            |                                     |                            |
| Cargo Vago (12 de setembro de 1974 - 10 de setembro de 1987) |                            |                                                         |                            |                                            |                                     |                            |
| República Democrática Popular da Etiópia (1987-1991)         |                            |                                                         |                            |                                            |                                     |                            |
| 9                                                            |                            | Fikre Selassie Wogderess (1945-2020)                    | 10 de setembro de 1987     | 8 de novembro de 1989 (Demitido)           | WPE                                 | 1987                       |
| -                                                            |                            | Hailu Yimenu (em exercício) (????-1991)                 | 8 de novembro de 1989      | 26 de abril de 1991                        | WPE                                 | —                          |
| -                                                            |                            | Tesfaye Dinka (em exercício) (1939-2016)                | 26 de abril de 1991        | 6 de junho de 1991 (Deposto)               | WPE                                 | —                          |
| Governo de Transição da Etiópia (1991-1995)                  |                            |                                                         |                            |                                            |                                     |                            |
| -                                                            |                            | Tamrat Layne (n.1955)                                   | 6 de junho de 1991         | 22 de agosto de 1995                       | ANDM                                | —                          |
| República Federal Democrática da Etiópia (1995-presente)     |                            |                                                         |                            |                                            |                                     |                            |
| 10                                                           |                            | Meles Zenawi (1955-2012)                                | 22 de agosto de 1995       | 20 de agosto de 2012                       | TPLF (FDRPE)                        | 1995 2000 2005 2010        |
| 11                                                           |                            | Hailemariam Desalegn (n.1965)                           | 20 de agosto de 2012       | 2 de abril de 2018                         | SEPDM (FDRPE)                       | 2015                       |
| 12                                                           |                            | Abiy Ahmed (n.1976)                                     | 2 de abril de 2018         | Presente                                   | ODP (FDRPE) Partido da Prosperidade | 2021                       |